# Leptotyphlops striatula
Leptotyphlops striatula är en kräldjursart som beskrevs av  Smith och LAUFE 1945. Leptotyphlops striatula ingår i släktet Leptotyphlops och familjen Leptotyphlopidae. Inga underarter finns listade i Catalogue of Life.